# Coppa di Romania 2024-2025 (pallavolo maschile)
La Coppa di Romania 2024-2025, 19ª edizione della coppa nazionale maschile di pallavolo, si è svolta dal 7 febbraio al 29 marzo 2025: al torneo hanno partecipato undici squadre di club rumene e la vittoria finale è andata per la prima volta al Corona Brașov.

## Formula
La formula ha previsto ottavi di finale, quarti di finale, semifinali e finale.

## Squadre partecipanti
- Arcada Galați
- Baia Mare
- Corona Brașov
- Dinamo Bucarest
- Rapid Bucarest
- SCM Zalău

- Steaua Bucarest
- Știința Bucarest
- Unirea Dej
- Universitatea Cluj
- Universitatea Craiova

## Torneo

### Tabellone
|  | Ottavi di finale      | Ottavi di finale |  |  | Quarti di finale      | Quarti di finale |                       |   | Semifinali      | Semifinali |           |   | Finale | Finale |  |
|  |                       |                  |  |  |                       |                  |                       |   |                 |            |           |   |        |        |  |
|  | Unirea Dej            | 0                |  |  |                       |                  |                       |   |                 |            |           |   |        |        |  |
|  | Steaua Bucarest       | 3                |  |  | Steaua Bucarest       | 1                |                       |   |                 |            |           |   |        |        |  |
|  |                       |                  |  |  | Corona Brașov         | 3                |                       |   |                 |            |           |   |        |        |  |
|  |                       |                  |  |  |                       |                  |                       |   | Corona Brașov   | 3          |           |   |        |        |  |
|  | Universitatea Craiova | 3                |  |  |                       |                  | Universitatea Craiova | 1 |                 |            |           |   |        |        |  |
|  | Știința Bucarest      | 0                |  |  | Universitatea Craiova | 3                |                       |   |                 |            |           |   |        |        |  |
|  |                       |                  |  |  | Rapid Bucarest        | 0                |                       |   |                 |            |           |   |        |        |  |
|  |                       |                  |  |  |                       |                  |                       |   | Corona Brașov   | 3          |           |   |        |        |  |
|  | Baia Mare             | 3                |  |  |                       |                  |                       |   |                 |            | SCM Zalău | 1 |        |        |  |
|  | Universitatea Cluj    | 0                |  |  | Baia Mare             | 1                |                       |   |                 |            |           |   |        |        |  |
|  |                       |                  |  |  | Dinamo Bucarest       | 3                |                       |   |                 |            |           |   |        |        |  |
|  |                       |                  |  |  |                       |                  |                       |   | Dinamo Bucarest | 2          |           |   |        |        |  |
|  |                       |                  |  |  |                       |                  | SCM Zalău             | 3 |                 |            |           |   |        |        |  |
|  |                       |                  |  |  | SCM Zalău             | 3                |                       |   |                 |            |           |   |        |        |  |
|  |                       |                  |  |  | Arcada Galați         | 0                |                       |   |                 |            |           |   |        |        |  |

### Risultati

#### Ottavi di finale
| 7 febbraio 2025 Sala polivalentă, Piatra Neamț Durata: 1h:10 - Spettatori: 250 | Universitatea Craiova | 3 - 0 | Știința Bucarest   | 25-15, 25-18, 25-20 |
| 7 febbraio 2025 Sala polivalentă, Piatra Neamț Durata: 1h:12 - Spettatori: 100 | Baia Mare             | 3 - 0 | Universitatea Cluj | 25-22, 25-19, 25-21 |
| 7 febbraio 2025 Sala polivalentă, Piatra Neamț Durata: 1h:13 - Spettatori: 150 | Unirea Dej            | 0 - 3 | Steaua Bucarest    | 17-25, 24-26, 16-25 |

#### Quarti di finale
| 8 febbraio 2025 Sala polivalentă, Piatra Neamț Durata: 1h:24 - Spettatori: 150 | SCM Zalău             | 3 - 0 | Arcada Galați   | 25-16, 25-22, 25-15        |
| 8 febbraio 2025 Sala polivalentă, Piatra Neamț Durata: 1h:34 - Spettatori: 200 | Baia Mare             | 1 - 3 | Dinamo Bucarest | 20-25, 25-18, 12-25, 18-25 |
| 8 febbraio 2025 Sala polivalentă, Piatra Neamț Durata: 1h:37 - Spettatori: 200 | Steaua Bucarest       | 1 - 3 | Corona Brașov   | 25-14, 20-25, 20-25, 15-25 |
| 8 febbraio 2025 Sala polivalentă, Piatra Neamț Durata: 1h:32 - Spettatori: 300 | Universitatea Craiova | 3 - 0 | Rapid Bucarest  | 28-26, 25-18, 25-21        |

#### Semifinali
| 9 febbraio 2025 Sala polivalentă, Piatra Neamț Durata: 1h:59 - Spettatori: 400 | Corona Brașov   | 3 - 1 | Universitatea Craiova | 17-25, 26-24, 25-20, 25-21       |
| 9 febbraio 2025 Sala polivalentă, Piatra Neamț Durata: 2h:29 - Spettatori: 450 | Dinamo Bucarest | 2 - 3 | SCM Zalău             | 21-25, 25-20, 25-21, 29-31, 9-15 |

#### Finale
| 29 marzo 2025 Sala polivalentă Alba Blaj, Blaj Durata: 2h:22 - Spettatori: 1 984 | Corona Brașov | 3 - 1 | SCM Zalău | 25-21, 26-24, 31-33, 25-18 |

## Statistiche
| Rendimento individuale | Rendimento individuale | Rendimento individuale | Rendimento individuale |
| Pos.                   | Nome                   | Punti                  | Squadra                |
| ---------------------- | ---------------------- | ---------------------- | ---------------------- |
| 1                      | Andrey Melnikov        | 55                     | Corona Brașov          |
| 2                      | Marin Đukić            | 49                     | Universitatea Craiova  |
| 3                      | Ewoud Gommans          | 46                     | Corona Brașov          |
| 4                      | Dimitar Dulchev        | 45                     | Universitatea Craiova  |
| 5                      | Božidar Ćuk            | 43                     | SCM Zalău              |
| 5                      | Mircea Peța            | 43                     | Dinamo Bucarest        |

| Attacchi vincenti | Attacchi vincenti | Attacchi vincenti | Attacchi vincenti     |
| Pos.              | Nome              | Punti             | Squadra               |
| ----------------- | ----------------- | ----------------- | --------------------- |
| 1                 | Andrey Melnikov   | 53                | Corona Brașov         |
| 2                 | Dimitar Dulchev   | 43                | Universitatea Craiova |
| 3                 | Marin Đukić       | 42                | Universitatea Craiova |
| 4                 | Ewoud Gommans     | 41                | Corona Brașov         |
| 5                 | Božidar Ćuk       | 39                | SCM Zalău             |

| Muri vincenti | Muri vincenti   | Muri vincenti | Muri vincenti         |
| Pos.          | Nome            | Punti         | Squadra               |
| ------------- | --------------- | ------------- | --------------------- |
| 1             | Răzvan Mihalcea | 9             | Dinamo Bucarest       |
| 2             | Gojko Ćuk       | 8             | Universitatea Craiova |
| 2             | Ștefan Lupu     | 8             | Corona Brașov         |
| 4             | Mohamed Alghoul | 6             | Steaua Bucarest       |
| 4             | Beau Graham     | 6             | Corona Brașov         |

| Battute vincenti | Battute vincenti | Battute vincenti | Battute vincenti |
| Pos.             | Nome             | Punti            | Squadra          |
| ---------------- | ---------------- | ---------------- | ---------------- |
| 1                | Daniel Ramírez   | 5                | SCM Zalău        |
| 2                | Thiago Suárez    | 4                | SCM Zalău        |
| 2                | Mihai Tarţa      | 4                | Baia Mare        |
| 4                | Rareş Bălean     | 3                | Steaua Bucarest  |
| 4                | Marius Cheagă    | 3                | Baia Mare        |